# Simplexhaak

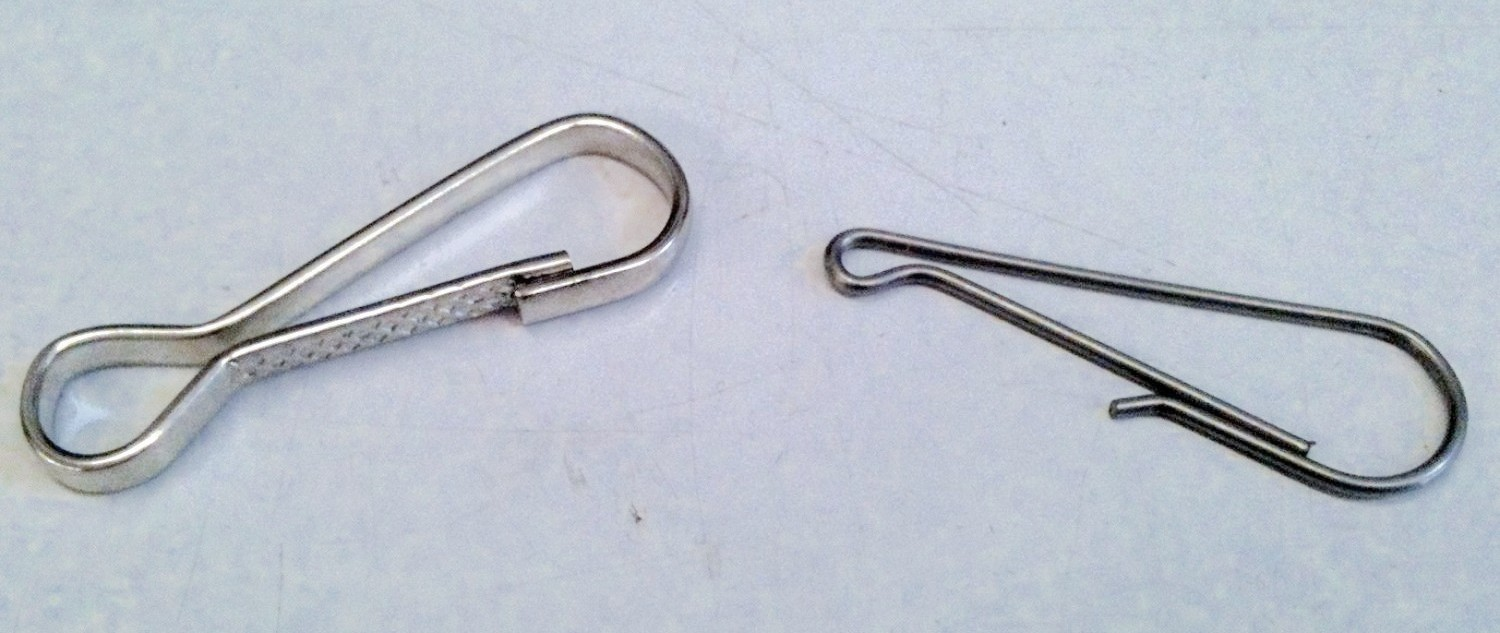
simplexhaken

Een simplexhaak is een soort rondlopende haak of clip, uit één stuk gebogen van een strip verend materiaal, meestal staal, waarmee voorwerpen aan elkaar kunnen worden bevestigd, bijvoorbeeld om iets op te hangen.
De werking is enigszins te vergelijken met een karabijnhaak, alhoewel een simplexhaak uit een deel bestaat en niet geschikt is om grote krachten te weerstaan.